# مقاطعة جو دافيس (إلينوي)
مقاطعة جو دافيس (بالإنجليزية: Jo Daviess County)‏ هي إحدى المقاطعات في ولاية إلينوي في الولايات المتحدة الأمريكية.

## معرض صور

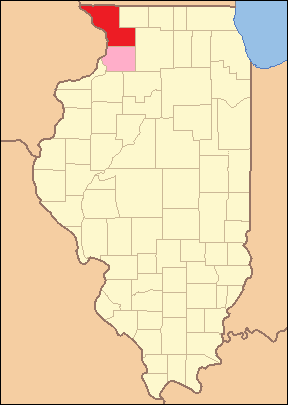
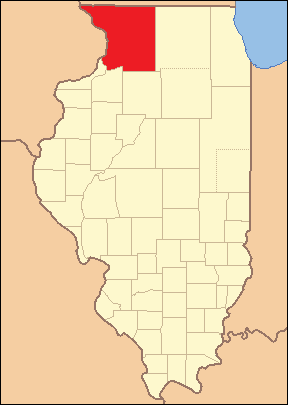
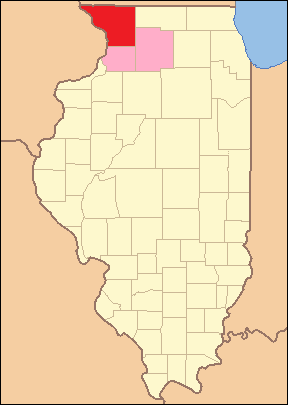
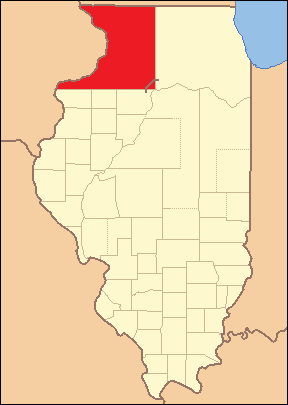
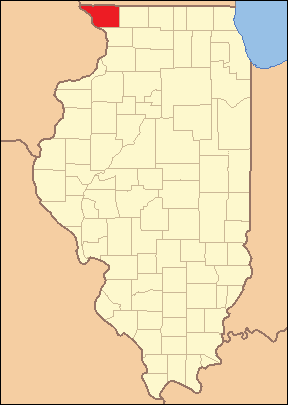